# Wapen van Oldenzaal

Het wapen van de gemeente Oldenzaal

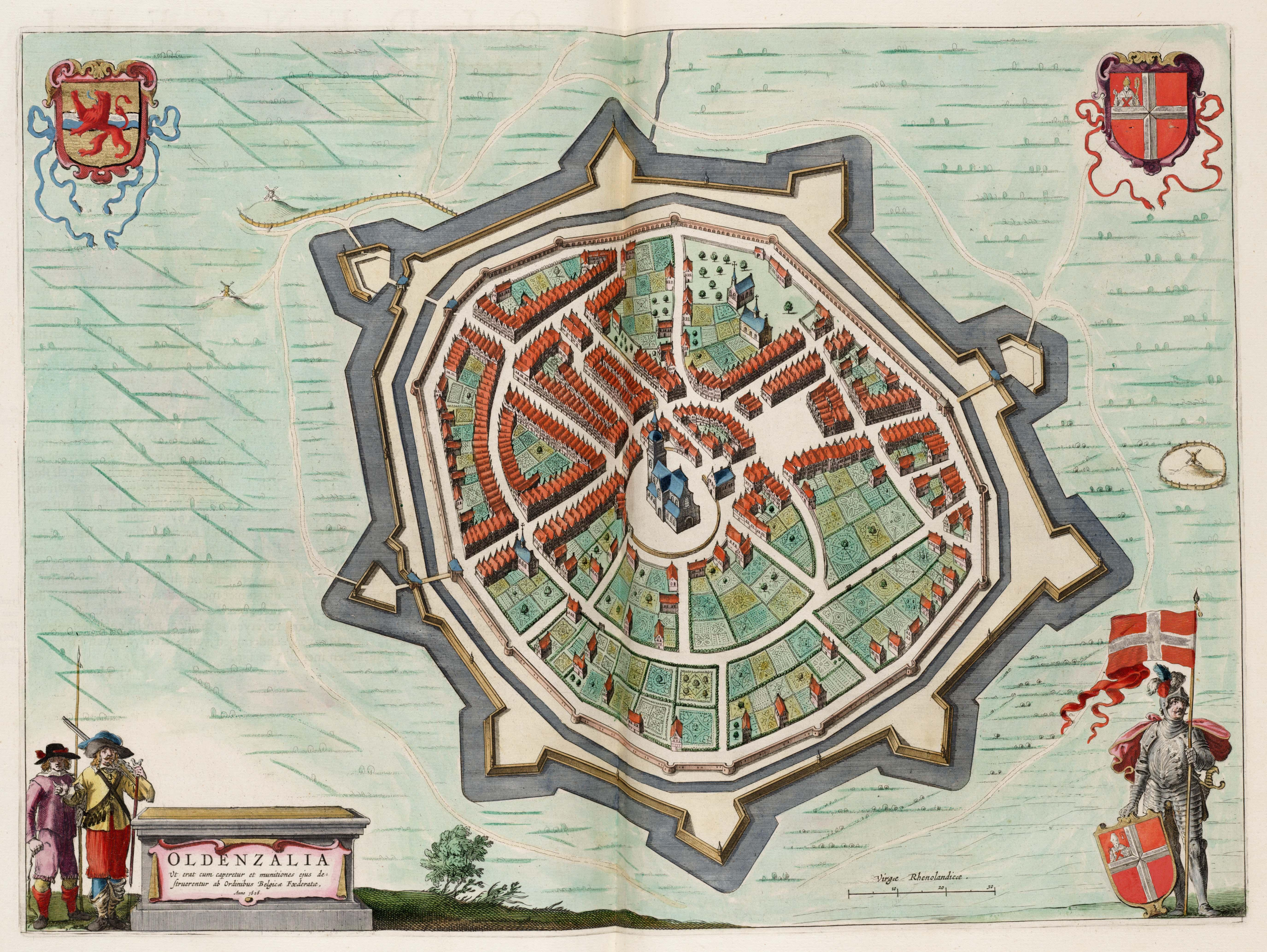
Kaart van Oldenzaal in 1626 met rechtsboven het stadswapen.

Het wapen van Oldenzaal is het gemeentelijke wapen van de Overijsselse gemeente Oldenzaal. Het wapen werd met het besluit van de Hoge Raad van Adel op 24 november 1819 aan de gemeente bevestigd. De omschrijving luidt:
"Van lazuur, beladen met een kruis van goud in de bovenste regterhoek is geplaatst het borstbeeld eens bisschops van goud en gekeerd ter linkerzijde van het schild. Het schild gedekt met eene kroon van goud."
In de wapenbeschrijving wordt geen melding gemaakt dat het wapen een kroon heeft met vijf fleurons. Rechts in de heraldiek is gezien van achter het schild, dus voor de toeschouwer links. De kleuren waarin het wapen is verleend, zijn de rijkskleuren.

## Geschiedenis
Het wapen van de gemeente is afgeleid van het stadswapen van Oldenzaal. Daarmee komt het qua voorstelling overeen, maar niet qua kleuren. Het stadswapen voerde de kleuren rood en zilver. Volgens overlevering werd het wapen aan de stad geschonken door bisschop Balderik van Utrecht. Hij was de stichter van het kapittel van Oldenzaal. Men neemt aan dat zijn borstbeeld in het eerste kwartier staat. Het wapen komt voor op een zegel uit 1528.

In 1811 scheidde de gemeente Losser af van het richterambt Oldenzaal. De oude band met Oldenzaal wordt in herinnering gehouden met de eerste helft van het schild van het wapen van Losser, waarin het wapen van Oldenzaal werd opgenomen.

## Verwante wapens

Stadswapen volgens de Atlas van Loon
Wapen van Losser
Wapen van Weerselo per 1898
Wapen van de Sint-Plechelmusbasiliek